# Rodney Strasser
Rodney Strasser (Freetown, 30 marzo 1990) è un calciatore sierraleonese, centrocampista svincolato.

## Caratteristiche tecniche
È un centrocampista centrale dal fisico massiccio, con notevoli doti atletiche; giocatore molto aggressivo e carismatico, è abile nel recuperare palloni. Per le sue caratteristiche era stato paragonato a Gennaro Gattuso, cui ha sempre dichiarato di ispirarsi. A inizio carriera veniva considerato come uno dei calciatori più promettenti del vivaio del Milan.
La sua carriera, in seguito, è stata caratterizzata da continui infortuni che ne hanno condizionato il regolare prosieguo dell'attività in campo.

## Carriera

### Club
Cresciuto nella formazione sierraleonese del Kallon, è stato acquistato dal Milan nel 2007, dove ha giocato prima nella formazione Berretti e poi nella Primavera. Nel 2009 è sceso in campo nella finale di ritorno del Campionato Berretti 2008-2009 vinta contro la Juventus. Ha esordito in Serie A il 21 dicembre 2008 nella vittoria interna contro l'Udinese (5-1), subentrando a K'akhaber K'aladze all'82º minuto e venendo ammonito 5 minuti più tardi. Nella stagione successiva ha collezionato un'altra presenza in campionato nel corso di Milan-Cagliari 4-3 del 22 novembre 2009 e a livello giovanile ha vinto la Coppa Italia Primavera contro il Palermo.
Il 20 luglio 2010, nell'ambito dell'operazione che ha portato Sōkratīs Papastathopoulos in maglia rossonera, il Milan ha ceduto metà del suo cartellino al Genoa, garantendosi tuttavia, a titolo temporaneo, le prestazioni del calciatore per la stagione 2010-2011, nella quale Strasser è stato aggregato alla prima squadra. Il 23 novembre 2010 ha esordito nelle competizioni UEFA per club, sostituendo Gennaro Gattuso nel secondo minuto di recupero della gara contro l'Auxerre valevole per la quinta giornata della fase a gironi della Champions League 2010-2011, partita nella quale è stato ammonito un minuto dopo il suo ingresso in campo per aver perso tempo nel battere una rimessa laterale.
Il 6 gennaio 2011, nella partita Cagliari-Milan, è subentrato a Gattuso al 58º minuto di gioco e all'85º ha segnato, su assist di Antonio Cassano, il primo gol in Serie A e in carriera che ha consentito ai rossoneri di vincere la partita per 1-0. Nella successiva gara contro l'Udinese, pareggiata per 4-4, ha giocato per la prima volta da titolare, disputando tutti i 90 minuti. Il 7 maggio 2011 ha vinto il suo primo scudetto con i rossoneri a due giornate dal termine del campionato grazie allo 0-0 contro la Roma. Il 14 giugno 2011 il Milan ha riscattato la metà del cartellino ceduta al Genoa l'estate precedente e il 19 luglio seguente ha ceduto il giocatore in prestito al Lecce per la stagione 2011-2012. Ha esordito con i salentini il 21 agosto 2011 nella gara del terzo turno di Coppa Italia 2011-2012 persa in casa per 2-0 contro il Crotone.
Dopo 12 presenze e un gol (il 30 ottobre 2011 contro il Novara) nelle prime 17 giornate di campionato, l'8 gennaio 2012 nei primi minuti della partita contro la Juventus si è procurato la frattura composta del malleolo mediale della caviglia sinistra. Il 18 gennaio 2012 è tornato al Milan come parziale pagamento del trasferimento di Djamel Mesbah in rossonero. Dopo tre mesi di inattività dovuti all'infortunio alla caviglia è tornato in campo il 10 aprile 2012 contro il Chievo, subentrando nei minuti finali della partita a Clarence Seedorf. Il 14 luglio 2012, nel corso dell'allenamento, si è procurato una frattura al malleolo tibiale che lo ha costretto a star fuori per circa 3 mesi. Per la stagione 2012-2013 ha cambiato numero di maglia, tornando alla numero 14 già indossata nella precedente esperienza rossonera. Ha fatto il suo esordio stagionale il 13 dicembre seguente, in occasione della partita casalinga di Coppa Italia vinta per 3-0 contro la Reggina.
Il 25 gennaio 2013 Strasser è stato ceduto in prestito al Parma nell'ambito dell'operazione di mercato che ha portato Cristian Zaccardo in rossonero e Djamel Mesbah in gialloblu. Ha esordito con la maglia dei ducali il 3 marzo 2013 in occasione della partita Sampdoria-Parma (1-0) subentrando nel secondo tempo a Marco Parolo. Tornato al Milan per fine prestito, il 27 luglio 2013 si è trasferito nuovamente al Genoa, questa volta a titolo definitivo, nell'ambito dell'operazione che ha permesso ai rossoneri di riscattare la compartecipazione di Kévin Constant. Il 21 agosto 2013 è passato a titolo temporaneo alla Reggina, in Serie B, decidendo di indossare la maglia numero 2. Ha esordito con la maglia amaranto 2 giorni dopo, in occasione della partita interna pareggiata per 0-0 contro il Bari.
Al termine della stagione torna al Genoa ma, non trovando spazio, nel gennaio del 2015 viene ceduto in prestito al Livorno; tuttavia, anche con i toscani vede poco il campo e disputa solo un match. Il 31 agosto 2015, durante le fasi finali del calciomercato, viene ceduto in prestito alla Lupa Castelli Romani, club militante in Lega Pro.
Facendo il suo esordio il 6 settembre nella sconfitta interna contro l'Ischia, il 12 dicembre segna il suo primo gol stagionale contro la Juve Stabia ritornando al gol dopo cinque anni dall'ultima volta.
In gennaio 2016 passa, sempre in prestito nella massima serie Croata nelle file del NK Zagabria. A fine stagione torna a giocare nella Lupa Castelli Romani, che nel frattempo si è fusa con il Racing Roma e ne ha assunto la denominazione.
Il 19 dicembre 2018 Strasser viene tesserato dal Villafranca Veronese, in Serie D. Il 15 maggio 2020 passa al TPS, squadra della massima serie finlandese. Nel settembre 2021 torna in Italia per vestire la maglia del Cattolica, formazione ripescata in Serie D. Nel febbraio del 2023 viene ufficialmente ingaggiato dalla Polisportiva Faul Cimini, formazione dell'Eccellenza Lazio.

### Nazionale
Nell'agosto 2010 è stato convocato per la prima volta nella Nazionale sierraleonese per la partita del 5 settembre 2010 contro l'Egitto, valida per le qualificazioni alla Coppa d'Africa 2012, nella quale Strasser ha esordito in Nazionale da titolare giocando l'intera gara.

## Statistiche

### Presenze e reti nei club
| Stagione        | Squadra              | Campionato      | Campionato | Campionato | Coppe nazionali | Coppe nazionali | Coppe nazionali | Coppe continentali | Coppe continentali | Coppe continentali | Altre coppe | Altre coppe | Altre coppe | Totale | Totale |
| Stagione        | Squadra              | Comp            | Pres       | Reti       | Comp            | Pres            | Reti            | Comp               | Pres               | Reti               | Comp        | Pres        | Reti        | Pres   | Reti   |
| --------------- | -------------------- | --------------- | ---------- | ---------- | --------------- | --------------- | --------------- | ------------------ | ------------------ | ------------------ | ----------- | ----------- | ----------- | ------ | ------ |
| 2008-2009       | Milan                | A               | 1          | 0          | CI              | 0               | 0               | -                  | -                  | -                  | -           | -           | -           | 1      | 0      |
| 2009-2010       | Milan                | A               | 1          | 0          | CI              | 0               | 0               | -                  | -                  | -                  | -           | -           | -           | 1      | 0      |
| 2010-2011       | Milan                | A               | 3          | 1          | CI              | 0               | 0               | UCL                | 2                  | 0                  | -           | -           | -           | 5      | 1      |
| 2011-gen. 2012  | Lecce                | A               | 12         | 1          | CI              | 1               | 0               | -                  | -                  | -                  | -           | -           | -           | 13     | 1      |
| gen.-giu. 2012  | Milan                | A               | 1          | 0          | CI              | 0               | 0               | UCL                | -                  | -                  | SI          | -           | -           | 1      | 0      |
| 2012-gen. 2013  | Milan                | A               | 0          | 0          | CI              | 1               | 0               | UCL                | 0                  | 0                  | -           | -           | -           | 1      | 0      |
| Totale Milan    | Totale Milan         | Totale Milan    | 6          | 1          |                 | 1               | 0               |                    | 2                  | 0                  |             | -           | -           | 9      | 1      |
| gen.-giu. 2013  | Parma                | A               | 2          | 0          | -               | -               | -               | -                  | -                  | -                  | -           | -           | -           | 2      | 0      |
| 2013-2014       | Reggina              | B               | 22         | 0          | CI              | 0               | 0               | -                  | -                  | -                  | -           | -           | -           | 22     | 0      |
| 2014-feb. 2015  | Genoa                | A               | 0          | 0          | CI              | 0               | 0               | -                  | -                  | -                  | -           | -           | -           | 0      | 0      |
| feb.-giu. 2015  | Livorno              | B               | 2          | 0          | CI              | -               | -               | -                  | -                  | -                  | -           | -           | -           | 2      | 0      |
| 2015-gen. 2016  | Lupa Castelli Romani | LP              | 16         | 1          | CI-LP           | -               | -               | -                  | -                  | -                  | -           | -           | -           | 16     | 1      |
| feb.-giu. 2016  | NK Zagabria          | 1.HNL           | 12         | 0          | HK              | -               | -               | -                  | -                  | -                  | -           | -           | -           | 12     | 0      |
| 2016-2017       | Gil Vicente          | PL              | 12         | 0          | CP+CdL          | 1+0             | 0               | -                  | -                  | -                  | -           | -           | -           | 13     | 0      |
| lug.-dic. 2017  | Genoa                | A               | 0          | 0          | CI              | 0               | 0               | -                  | -                  | -                  | -           | -           | -           | 0      | 0      |
| Totale Genoa    | Totale Genoa         | Totale Genoa    | 0          | 0          |                 | 0               | 0               |                    | 0                  | 0                  |             | -           | -           | 0      | 0      |
| dic. 2018-2019  | Villafranca          | D               | 14         | 0          | CI-D            | 0               | 0               | -                  | -                  | -                  | -           | -           | -           | 14     | 0      |
| 2020            | TPS                  | VL              | 7          | 0          | CF              | 2               | 0               | -                  | -                  | -                  | -           | -           | -           | 9      | 0      |
| 2021-2022       | Cattolica            | D               | 6          | 0          | CI-D            | 0               | 0               | -                  | -                  | -                  | -           | -           | -           | 6      | 0      |
| feb.-giu. 2023  | Faul Cimini          | Ecc.            | 8          | 0          | CI-Dil.         | 0               | 0               | -                  | -                  | -                  | -           | -           | -           | 8      | 0      |
| Totale carriera | Totale carriera      | Totale carriera | 119        | 3          |                 | 5               | 0               |                    | 2                  | 0                  |             | -           | -           | 126    | 3      |

### Cronologia presenze e reti in nazionale
| Cronologia completa delle presenze e delle reti in nazionale ― Sierra Leone | Cronologia completa delle presenze e delle reti in nazionale ― Sierra Leone | Cronologia completa delle presenze e delle reti in nazionale ― Sierra Leone | Cronologia completa delle presenze e delle reti in nazionale ― Sierra Leone | Cronologia completa delle presenze e delle reti in nazionale ― Sierra Leone | Cronologia completa delle presenze e delle reti in nazionale ― Sierra Leone | Cronologia completa delle presenze e delle reti in nazionale ― Sierra Leone | Cronologia completa delle presenze e delle reti in nazionale ― Sierra Leone |
| Data                                                                        | Città                                                                       | In casa                                                                     | Risultato                                                                   | Ospiti                                                                      | Competizione                                                                | Reti                                                                        | Note                                                                        |
| --------------------------------------------------------------------------- | --------------------------------------------------------------------------- | --------------------------------------------------------------------------- | --------------------------------------------------------------------------- | --------------------------------------------------------------------------- | --------------------------------------------------------------------------- | --------------------------------------------------------------------------- | --------------------------------------------------------------------------- |
| 5-9-2010                                                                    | Il Cairo                                                                    | Egitto                                                                      | 1 – 1                                                                       | Sierra Leone                                                                | Qual. Coppa d'Africa 2012                                                   | -                                                                           |                                                                             |
| 10-10-2010                                                                  | Freetown                                                                    | Sierra Leone                                                                | 0 – 0                                                                       | Sudafrica                                                                   | Qual. Coppa d'Africa 2012                                                   | -                                                                           |                                                                             |
| 27-3-2011                                                                   | Niamey                                                                      | Niger                                                                       | 3 – 1                                                                       | Sierra Leone                                                                | Qual. Coppa d'Africa 2012                                                   | -                                                                           |                                                                             |
| 4-6-2011                                                                    | Freetown                                                                    | Sierra Leone                                                                | 1 – 0                                                                       | Niger                                                                       | Qual. Coppa d'Africa 2012                                                   | -                                                                           |                                                                             |
| 3-9-2011                                                                    | Freetown                                                                    | Sierra Leone                                                                | 2 – 1                                                                       | Egitto                                                                      | Qual. Coppa d'Africa 2012                                                   | -                                                                           | 45’                                                                         |
| 8-10-2011                                                                   | Nelspruit                                                                   | Sudafrica                                                                   | 0 – 0                                                                       | Sierra Leone                                                                | Qual. Coppa d'Africa 2012                                                   | -                                                                           |                                                                             |
| 23-3-2013                                                                   | Radès                                                                       | Tunisia                                                                     | 2 – 1                                                                       | Sierra Leone                                                                | Qual. Mondiali 2014                                                         | -                                                                           | 75’                                                                         |
| 7-9-2013                                                                    | Freetown                                                                    | Sierra Leone                                                                | 3 – 2                                                                       | Guinea Equatoriale                                                          | Qual. Mondiali 2014                                                         | -                                                                           |                                                                             |
| 31-5-2014                                                                   | Freetown                                                                    | Sierra Leone                                                                | 1 – 0                                                                       | eSwatini                                                                    | Qual. Coppa d'Africa 2015                                                   | -                                                                           | 13’                                                                         |
| 13-11-2020                                                                  | Benin City                                                                  | Nigeria                                                                     | 4 – 4                                                                       | Sierra Leone                                                                | Qual. Coppa d'Africa 2021                                                   | -                                                                           | 58’                                                                         |
| 17-11-2020                                                                  | Freetown                                                                    | Sierra Leone                                                                | 0 – 0                                                                       | Nigeria                                                                     | Qual. Coppa d'Africa 2021                                                   | -                                                                           | 56’                                                                         |
| 27-3-2021                                                                   | Maseru                                                                      | Lesotho                                                                     | 0 – 0                                                                       | Sierra Leone                                                                | Qual. Coppa d'Africa 2021                                                   | -                                                                           | 80’                                                                         |
| 13-11-2021                                                                  | Sapanca                                                                     | Comore                                                                      | 2 – 0                                                                       | Sierra Leone                                                                | Amichevole                                                                  | -                                                                           | 73’                                                                         |
| Totale                                                                      |                                                                             | Presenze                                                                    | 13                                                                          |                                                                             | Reti                                                                        | 0                                                                           |                                                                             |

## Palmarès

### Competizioni giovanili
- Coppa Italia Primavera: 1

Milan: 2009-2010

### Competizioni nazionali
- Campionato italiano: 1

Milan: 2010-2011